# Arts & Crafts Productions
Arts & Crafts Productions es una compañía discográfica independiente canadiense fundada en el 2003 por el líder del grupo canadiense de rock Broken Social Scene, Kevin Drew, y por Jeffrey Remedios, que es el actual presidente de la discográfica de Universal Music Canadá, que es parte de la conocida multinacional Universal Music Group.
En una de las ediciones del Juno Awards, Arts & Crafts Production ganó un premio como una de las discográficas independientes más importantes de Canadá.
La música de la discográfica únicamente es distribuida a través del sitio oficial de la compañía, sin formatos físicos.

## Algunos artistas de la discográfica
- Apostle of Hustle
- Broken Social Scene
- Jay Reatard
- Leslie Feist
- Los Campesinos!
- M. Ward
- Metric
- Neon Indian
- Pavement
- Phoenix
- Stars
- The Constantines
- The Stills